# Вулиця В'ячеслава Чорновола (Кропивницький)

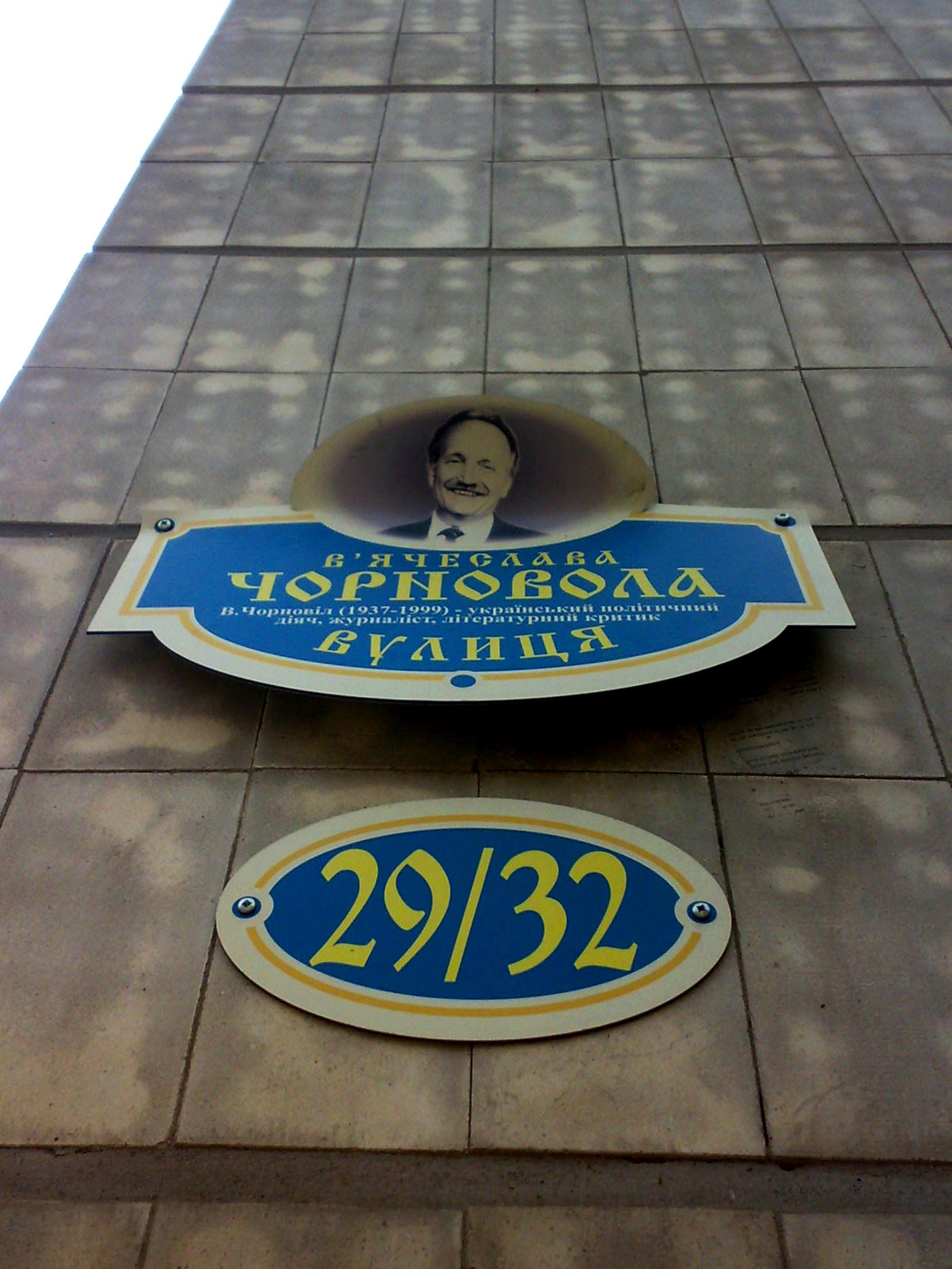
Сучасна табличка на будинку по вул. Чорновола

Вулиця В'ячеслава Чорновола — вулиця в Подільському районі Кропивницького. Пролягає від вулиці Євгена Чикаленка до площі Богдана Хмельницького. Вулицю перетинають вулиці Єгорова, Гагаріна, Шевченка, Театральна, Віктора Чміленка, Тараса Карпи, Гоголя. Названа на честь українського дисидента В'ячеслава Чорновола.

## Історія
Виникла у 50-х роках XIX ст., згідно з планом забудови, розробленим міським архітектором Андрієм Достоєвським. Мала назву Іванівська. 
1926 року була названа Луначарського на честь наркома Анатолія Луначарського.
Після відновлення незалежності Україною підіймалося питання про перейменування цієї вулиці. Найбільш підтримуваним варіантом була назва «вулиця В'ячеслава Чорновола». На цій вулиці В'ячеслав Чорновіл дав свою останню лекцію у житті, провів зустріч з міською громадою.